# アルテミスステークス
アルテミスステークスは、日本中央競馬会（JRA）が東京競馬場で施行する中央競馬の重賞競走（GIII）である。
競走名の「アルテミス（Artemis）」は、ギリシャ神話に登場する狩猟と純潔の女神。古代ギリシャでは、豊穣や多産の神として信仰されてきた。

## 概要
関東地区における阪神ジュベナイルフィリーズの前哨戦として、2012年に新設された2歳牝馬による重賞競走。2013年までは格付取得に必要な2年間の競走実績を満たしていなかったため、格付表記は初年度が「新設重賞」、2013年は「重賞」と表記。2014年に日本グレード格付け管理委員会の承認を受け、GIIIに格付けされた。
創設当初より地方競馬所属馬・外国馬がともに出走可能となっている。

### 競走条件
以下の内容は、2024年現在のもの。
出走資格：サラ系2歳牝馬
- 未出走馬・未勝利馬を除く
- JRA所属馬（外国産馬含む）
- 地方競馬所属馬（後述）
- 外国調教馬（優先出走）

負担重量：馬齢（55kg）
阪神ジュベナイルフィリーズのステップ競走に指定されており、地方競馬所属馬は阪神ジュベナイルフィリーズの出走候補馬（3頭まで）に優先出走が認められている。また、本競走で2着以内の成績を収めた地方競馬所属馬には阪神ジュベナイルフィリーズの優先出走権が与えられる。

### 賞金
2021年の1着賞金は2900万円で、以下2着1200万円、3着730万円、4着440万円、5着290万円。

## 歴史
- 2012年 - 2歳牝馬限定の重賞競走として創設[4]。格付表記を「新設重賞」とし、東京競馬場の芝1600mで施行[4]。
- 2013年 - 格付表記を「重賞」に改める[4]。
- 2014年 - GIIIに新規格付[4]。
- 2025年 - 施行日が菊花賞の前日に変更予定。

### 歴代優勝馬
コース種別を表記していない距離は、芝コースを表す。
| 回数   | 施行日         | 競馬場 | 距離  | 優勝馬             | 性齢 | タイム | 優勝騎手   | 管理調教師 | 馬主                           |
| ------ | -------------- | ------ | ----- | ------------------ | ---- | ------ | ---------- | ---------- | ------------------------------ |
| 第1回  | 2012年11月3日  | 東京   | 1600m | コレクターアイテム | 牝2  | 1:33.8 | 浜中俊     | 須貝尚介   | （株）G1レーシング             |
| 第2回  | 2013年11月2日  | 東京   | 1600m | マーブルカテドラル | 牝2  | 1:35.2 | 田辺裕信   | 上原博之   | （有）社台レースホース         |
| 第3回  | 2014年11月1日  | 東京   | 1600m | ココロノアイ       | 牝2  | 1:34.4 | 横山典弘   | 尾関知人   | （有）酒井牧場                 |
| 第4回  | 2015年10月31日 | 東京   | 1600m | デンコウアンジュ   | 牝2  | 1:34.1 | 田辺裕信   | 荒川義之   | 田中康弘                       |
| 第5回  | 2016年10月29日 | 東京   | 1600m | リスグラシュー     | 牝2  | 1:35.5 | 武豊       | 矢作芳人   | （有）キャロットファーム       |
| 第6回  | 2017年10月28日 | 東京   | 1600m | ラッキーライラック | 牝2  | 1:34.9 | 石橋脩     | 松永幹夫   | （有）サンデーレーシング       |
| 第7回  | 2018年10月27日 | 東京   | 1600m | シェーングランツ   | 牝2  | 1:33.7 | 武豊       | 藤沢和雄   | （有）社台レースホース         |
| 第8回  | 2019年10月26日 | 東京   | 1600m | リアアメリア       | 牝2  | 1:34.3 | 川田将雅   | 中内田充正 | （有）シルクレーシング         |
| 第9回  | 2020年10月31日 | 東京   | 1600m | ソダシ             | 牝2  | 1:34.9 | 吉田隼人   | 須貝尚介   | 金子真人ホールディングス（株） |
| 第10回 | 2021年10月30日 | 東京   | 1600m | サークルオブライフ | 牝2  | 1:34.0 | M.デムーロ | 国枝栄     | 飯田正剛                       |
| 第11回 | 2022年10月29日 | 東京   | 1600m | ラヴェル           | 牝2  | 1:33.8 | 坂井瑠星   | 矢作芳人   | （有）キャロットファーム       |
| 第12回 | 2023年10月28日 | 東京   | 1600m | チェルヴィニア     | 牝2  | 1:33.6 | C.ルメール | 木村哲也   | （有）サンデーレーシング       |
| 第13回 | 2024年10月26日 | 東京   | 1600m | ブラウンラチェット | 牝2  | 1:33.8 | C.ルメール | 手塚貴久   | （有）サンデーレーシング       |

#### 各回競走結果の出典
- JRA年度別全成績
  - （2021年）“第4回 東京競馬 第7日” (PDF).   日本中央競馬会. p. 6. 2021年10月31日閲覧。（索引番号：27083）
  - （2020年）“第4回 東京競馬 第7日” (PDF).   日本中央競馬会. p. 6. 2020年11月1日閲覧。（索引番号：27083）
  - （2019年）“第4回 東京競馬 第8日” (PDF).   日本中央競馬会. p. 6. 2020年10月10日閲覧。（索引番号：27095）
  - （2018年）“第4回 東京競馬 第8日” (PDF).   日本中央競馬会. p. 6. 2020年10月10日閲覧。（索引番号：27095）
  - （2017年）“第4回 東京競馬 第8日” (PDF).   日本中央競馬会. p. 6. 2017年10月29日閲覧。（索引番号：27095）
  - （2016年）“第4回 東京競馬 第8日” (PDF).   日本中央競馬会. p. 6. 2016年10月30日閲覧。（索引番号：27095）
  - （2015年）“第4回 東京競馬 第8日” (PDF).   日本中央競馬会. p. 6. 2015年11月2日閲覧。（索引番号：27095）
  - （2014年）“第4回 東京競馬 第8日” (PDF).   日本中央競馬会. p. 6. 2015年10月19日閲覧。（索引番号：27095）
  - （2013年）“第5回 東京競馬 第1日” (PDF).   日本中央競馬会. p. 6. 2015年10月19日閲覧。（索引番号：30011）
  - （2012年）“第5回 東京競馬 第1日” (PDF).   日本中央競馬会. p. 6. 2015年10月19日閲覧。（索引番号：30011）
- netkeiba.comより（最終閲覧日：2015年11月13日）
  - 2012年、2013年、2014年、2015年